# 原蔡氏家祠
原蔡氏家祠建于1935年，为原绥远特别区域都统、陆军总长、原江西督理、将军府将军、原江西省长蔡成勋在天津为祭祖而建的祠堂，建于1935年，位于当时的天津英租界新加坡道即33号路（Singapore Road）（今天津市和平区大理道5号）。该建筑现为一般保护等级历史风貌建筑。

## 历史
1924年12月1日，蔡成勋被免江西省兼省长后辗转返回家乡天津，在天津英租界五大道地区建造了寓所和祠堂。并从事房地产、实业投资和慈善事业。曾于1931年任天津市慈善事业委员会委员和天津市救济水灾委员会干事。
　

## 建筑
原蔡氏家祠该最初与蔡成勋故居同在一个院落，中华人民共和国成立后，这两处被围墙阻隔。该建筑为一排中国庙宇式的平房建筑，目前保存完好。